# Países Baixos nos Jogos Olímpicos de Inverno de 1980
Os Países Baixos competiu nos Jogos Olímpicos de Inverno de 1980, realizados em Lake Placid, Estados Unidos.